# Louis Tralcat
 (août 2015).
Si vous disposez d'ouvrages ou d'articles de référence ou si vous connaissez des sites web de qualité traitant du thème abordé ici, merci de compléter l'article en donnant les références utiles à sa vérifiabilité et en les liant à la section « Notes et références ».
Lucas Trelcat (ou Trelcatus) ou Louis Tralcat dit le jeune, né en 1542 et mort en 1602, est un célèbre prédicateur et théoricien calviniste francophone, de citoyenneté néerlandaise mais d'origine française.

## Biographie
Il est le fils d'un calviniste homonyme d'Arras, établi aux Pays-Bas. Il s'installe en 1576 à Bruxelles où il devient quelque temps ministre de l'Église wallonne. Il part en 1585 pour Leyde pour être à nouveau ministre de l'Église wallonne, puis professeur de théologie (1587) à l'université.

## Œuvres
Il a publié plusieurs ouvrages d'édification (surtout en latin), dont :
- Tableau de la briefveté de ceste vie, ou Discours chrestien sur la considération d'icelle, auquel est adiousté un cantique contenant la complaincte et consolation du pauvre pécheur,
- Disputationum theologicarum repetitarum octava de Essentia Dei unica et attributis illius, quam... praeside... D. Luca Trelcatio,... sustinebo Arnoldus Verbequius, (1598),
- Syntagma disputationum theologicarum in Academia lugduno-batava quarto repetitarum...,, etc.,
- Scholastica et Methodica, Locorum Communium S. Theologiae Intitutio, Didactice et Elenctice in Epitome explicata. In qua, Veritas locorum communium, definitionis cujusque loci, per causas suas Analysi asseritur : Contraria vero Argumenta, imprimis Bellarmini, Generalium Solutionum appendice refutantur. 1604 (réédité par l'éditeur saumurois Thomas Portau en 1607)[2].